# Nicola Marconi
Nicola Marconi (Roma, 12 novembre 1978) è un ex tuffatore, allenatore di tuffi, telecronista sportivo e blogger sportivo italiano.
È stato per tre volte campione europeo di tuffi in due diverse specialità: trampolino 1 metro e trampolino sincronizzato, sia in coppia con Donald Miranda che con il fratello Tommaso Marconi.
È attualmente il responsabile tecnico e allenatore della sezione tuffi per il Gruppo Sportivo della Marina Militare.

## Biografia
I suoi fratelli minori Tommaso e Maria sono stati a loro volta tuffatori di grande successo; lo stesso vale per Michele Benedetti, cugino per parte di madre, e Tommaso Rinaldi, fratello acquisito, questi ultimi ancora in attività. La stampa sportiva, ispirandosi a una battuta del telecronista sportivo Stefano Bizzotto, ha soprannominato in più occasioni l'intera famiglia allargata Premiata Tufferia Marconi, con riferimento al gruppo musicale Premiata Forneria Marconi.
È sposato con Valentina Albo, fisioterapista, e ha due figli: Lorenzo e Andrea.
Nel 2011 ha fondato sotto pseudonimo TuffiBlog, blog sportivo dedicato ai tuffi e tuttora sito di riferimento per questo sport; a fine 2013, a carriera agonistica conclusa, decide di rivelarsi come gestore e autore unico del blog.
Nel corso degli ultimi anni, ha scritto regolarmente articoli sui tuffi per l'agenzia di stampa RiverFlash e per la rivista Il Mondo del Nuoto, diretta dal consigliere FINA Camillo Cametti.
È un appassionato di poker (Texas hold 'em) e del videogioco Hearthstone: Heroes of Warcraft.

## Carriera sportiva

### Tuffatore
Tesserato per la polisportiva S.S. Lazio Nuoto, e seguito fin dall'inizio dall'allenatore Domenico Rinaldi, ha iniziato a tuffarsi già all'età di sei anni; ha conseguito quindi i primi importanti risultati sportivi già nelle categorie juniores, culminando nella medaglia d'oro dal trampolino 1m ai Campionati Europei giovanili di Istanbul nel 1993.
La sua carriera nei tuffi sincronizzati dal trampolino inizia in coppia con Donald Miranda, con cui ha conquistato le prime medaglie europee: ai Campionati europei di tuffi di Siviglia 1997 vincono insieme la medaglia di bronzo, e a quelli di Istanbul 1999 la medaglia d'oro. Agli Europei di Helsinki 2000, ultima competizione europea in cui la coppia Miranda-Marconi partecipa insieme, si classificano al quarto posto.
Nel 2000 partecipa alle Olimpiadi di Sydney, dove si classifica ottavo nel trampolino sincronizzato e 26º nell'individuale.
Ai Campionati mondiali di nuoto 2001 di Fukuoka si consuma il suo esordio mondiale, con l'ottavo posto dal trampolino 1m. Inizia anche il sodalizio sportivo con il fratello Tommaso, con cui formerà la coppia sincronizzata italiana maschile di maggior successo di sempre, con l'undicesimo posto sempre ai Mondiali giapponesi.
Nel 2002 sale per ben due volte sul podio dei Campionati Europei di Berlino: nel trampolino sincronizzato, insieme a Tommaso, è medaglia di bronzo, mentre si laurea campione europeo dal trampolino 1m, superando i migliori specialisti dell'altezza come José Miguel Gil, Christian Loeffler, Joona Puhakka e Tobias Schellenberg grazie all'ottima esecuzione dei propri tuffi, superando la differenza di punteggio dovuta ai coefficienti di difficoltà.
Ai Campionati mondiali di nuoto 2003 di Barcellona si conferma anche a livello mondiale, classificandosi finalista sia dal trampolino 1m, dove è sesto, sia in quello da 3m, dove è dodicesimo.
Nel 2004, a Madrid, torna di nuovo sul podio dei Campionati Europei, tornando a vincere la medaglia d'oro nel trampolino sincronizzato in coppia con il fratello Tommaso, a cinque anni di distanza dall'oro di Istanbul con Miranda; riesce anche a confermarsi ai più alti livelli dal trampolino più basso, aggiudicandosi l'argento da 1m, dietro solo a uno dei migliori interpreti mondiali della specialità, il finlandese Puhakka. Sfiora il podio anche da 3m, con un quinto posto in finale.
Nello stesso anno si qualifica per la seconda volta alle Olimpiadi: ai Giochi di Atene 2004 si classifica al 20º posto nel trampolino individuale, migliorando peraltro rispetto alla prima partecipazione.
Ai Campionati mondiali di nuoto 2005 di Montréal conquista ancora una volta due finali su due specialità in cui partecipa, con il decimo posto dal trampolino 3m e il settimo nel trampolino sincronizzato.
Nel 2006, ai Campionati Europei di Budapest, vince la sua settima medaglia europea, il bronzo nel trampolino sincronizzato; è altresì finalista da 3m, dove si classifica settimo.
Partecipa per la quarta volta, nel 2007, ai Campionati mondiali di nuoto, centrando la finale da 3m (12º posto) e nel trampolino sincronizzato (5º posto); piazzamenti simili ai Campionati Europei di Budapest, nel 2008, con il 10º posto da 3m e il 4º posto nel trampolino sincronizzato.
Nello stesso anno si qualifica ai Giochi Olimpici di Pechino, dove finalmente raggiunge la semifinale dal trampolino 3m: il suo 14º posto ha rappresentato il miglior piazzamento in questa specialità dall'introduzione delle semifinali ai Giochi, fino alla partecipazione olimpica del cugino Michele Benedetti nel 2016, e il miglior piazzamento in assoluto dal 1992.
Nel 2009, ai Campionati Europei di Torino, centra all'età di quasi 30 anni e mezzo l'ottava medaglia europea in carriera, a 12 anni di distanza dalla prima, classificandosi al terzo posto con il fratello Tommaso nella gara dal trampolino sincronizzato; agli stessi Europei è finalista anche da 1m (6º posto) che da 3m (5º posto), gareggiando per le medaglie fino alla fine.
Qualche mese dopo, ai Campionati mondiali di nuoto 2009 di Roma, sfiora con il fratello il sogno della medaglia mondiale, mancata per un'inezia: a una serie dalla fine, riescono a superare con un tuffo valutato oltre 88 punti i tedeschi Patrick Hausding e Stephan Feck, fino a quel momento terzi, ma subiscono il ritorno dei canadesi Alexandre Despatie e Reuben Ross che eseguono un tuffo di qualità paragonabile, e restano loro davanti per soli nove centesimi di punto. Quella di Roma sarà la sua ultima partecipazione ai Mondiali.
Le annate 2010 e 2011 sono infatti caratterizzate da una serie di infortuni che gli impediscono di competere al meglio, e lo costringono a saltare gli appuntamenti principali in campo internazionale. Nel 2012, mancata la qualificazione olimpica con il 15º posto in Coppa del Mondo FINA, dà l'addio alle competizioni agonistiche, partecipando alla gara dal trampolino sincronizzato ai Campionati europei di tuffi e nuoto sincronizzato 2012 (7º posto), al FINA Diving Grand Prix di Madrid, dove conquista il bronzo, e aggiudicandosi entrambi i titoli italiani, quello indoor e quello estivo.
La sua carriera agonistica si chiude con non meno di 25 titoli nazionali indoor e 19 estivi nelle varie specialità, oltre ad altri piazzamenti nelle competizioni internazionali FINA e LEN come i Grand Prix e la Arena Champions Cup.

### Allenatore
Successivamente al suo ritiro, supera l'esame da allenatore di tuffi e resta nel Gruppo Sportivo della Marina Militare, incaricato da esso prima in qualità di allenatore, e successivamente divenendo il responsabile dell'intero settore tuffi.
Nel 2014 assume il ruolo di responsabile tuffi della FISDIR, federazione sportiva in seno al Comitato Italiano Paralimpico.
Nel 2016 completa il corso triennale di allenatore europeo LEN.
È il responsabile del settore agonistico della Marina Militare. È stato l'allenatore di suo fratello Tommaso dal 2013 fino al termine della sua carriera.

## Carriera televisiva
Nel 2012 viene annunciato da Sky Sport come "voce" del commento tecnico per il canale Sky 3D per le gare di tuffi dei Giochi della XXX Olimpiade. La collaborazione con la testata sportiva per lo stesso sport si è ripetuta per i I Giochi europei di Baku nel 2015, trasmessi da Sky Sport, per cui è la spalla tecnica di Lia Capizzi.
Nel 2013 fa parte dello staff di allenatori e preparatori dei concorrenti VIP per il programma televisivo Jump! Stasera mi tuffo, in onda su Canale 5.
Nel 2016 è la voce del commento tecnico per Eurosport per le gare di tuffi dei Campionati europei di nuoto 2016, in coppia con Gianmario Bonzi. Negli anni successivi ripete l'esperienza per lo stesso canale per le gare di tuffi dei Campionati mondiali di nuoto 2017 e per i Campionati europei di nuoto 2018, sempre in coppia con Bonzi. Nel 2021 è ancora una volta commentatore tecnico per Discovery+ ed Eurosport per le gare di tuffi dei Giochi della XXXII Olimpiade insieme al fratello Tommaso.

## Palmarès
- Europei di nuoto

Siviglia 1997: bronzo dal trampolino sincronizzato.
Istanbul 1999: oro dal trampolino sincronizzato.
Berlino 2002: oro dal trampolino 1m, bronzo dal trampolino sincronizzato.
Madrid 2004: oro dal trampolino sincronizzato, argento dal trampolino 1m.
Budapest 2006: bronzo dal trampolino sincronizzato.
Torino 2009: bronzo dal trampolino sincronizzato.